# Regiunile Rusiei
Federația Rusă este împărțită în 85 de entități, dintre care 47 sunt oblastii (regiuni).
| 1. Amur 2. Arhanghelsc 3. Astrahan 4. Belgorod 5. Breansk 6. Celiabinsc 7. Cita 8. Ircuțc 9. Ivanovo 10. Kaliningrad 11. Kaluga 12. Kemerovo 13. Kirov 14. Kostroma 15. Kurgan 16. Kursk |  | 17. Leningrad 18. Lipețk 19. Magadan 20. Moscova 21. Murmansc 22. Nizhni Novgorod 23. Novgorod 24. Novosibirsc 25. Omsc 26. Orenburg 27. Oriol 28. Penza 29. Pskov 30. Rostov 31. Riazan 32. Sahalin |  | 33. Samara 34. Saratov 35. Smolensc 36. Sverdlovsc 37. Tambov 38. Tomsc 39. Tver 40. Tula 41. Tiumen 42. Ulianovsk 43. Vladimir 44. Volgograd 45. Vologda 46. Voronej 47. Iaroslavl |